# MSC Musica
Die MSC Musica ist ein Kreuzfahrtschiff der MSC Cruises. Sie wurde im Juni 2006 durch die italienische Schauspielerin Sophia Loren in Venedig getauft und ging am 1. Juli auf Jungfernfahrt. Das Schiff ist unter der Billigflagge Panama registriert.

## Ausstattung
- 16 Decks (davon 13 den Passagieren zugänglich)
- 18 Suiten mit Balkon
- 809 Kabinen mit Balkon
- 173 Außenkabinen
- 275 Innenkabinen

Das Schiff verfügt über drei verschiedene Restaurants, eine Sushi-Bar, ein 800 m² großes Casino, den Rauchsalon „Havanna Club“, diverse Bars und Lounges, einen Spa-Bereich, ein Theater mit 1200 Sitzplätzen und eine Diskothek, sowie einen Tennis- und einen Minigolfplatz.

## Einsatz
Die Jungfernfahrt 2006 fand ab Venedig im östlichen Mittelmeer statt. Aktuell wird die MSC Musica im Sommer ab Genua im westlichen Mittelmeer eingesetzt. Des Weiteren wird das Schiff in den Wintermonaten (der Nordhalbkugel) auch an der Ostküste Südamerikas oder rund um Südafrika eingesetzt.

## Schwesterschiffe (Musica-Klasse)
Die MSC Orchestra, deren Jungfernfahrt am 16. Mai 2007 begann, ist ein Schwesterschiff der MSC Musica. Als drittes Schiff dieser Baureihe ist die MSC Poesia seit dem 6. April 2008 sowie seit dem 1. März 2010 MSC Magnifica in Dienst.

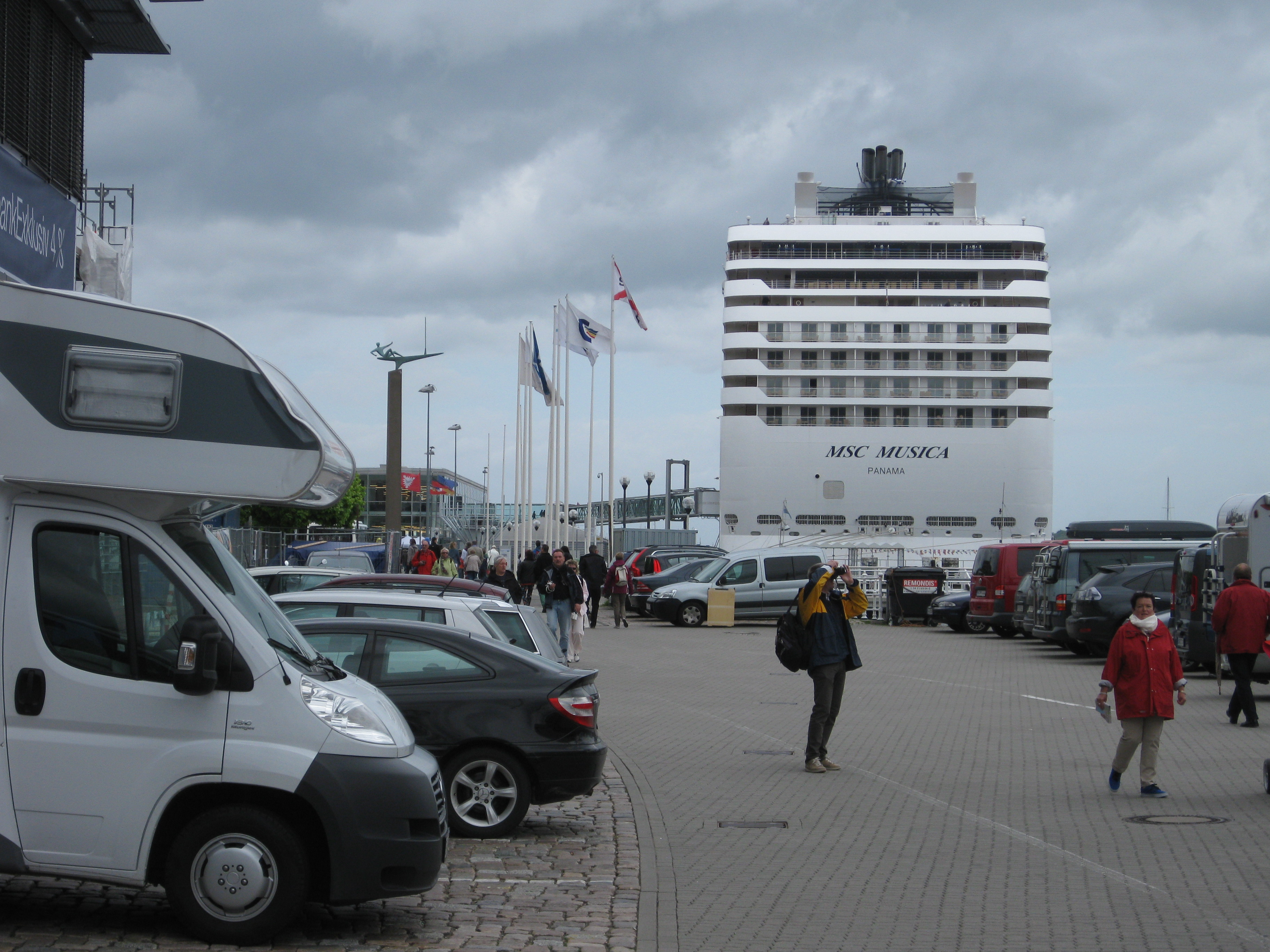
MSC Musica in Kiel am Ostseekai
MSC Musica im Hafen von Athen
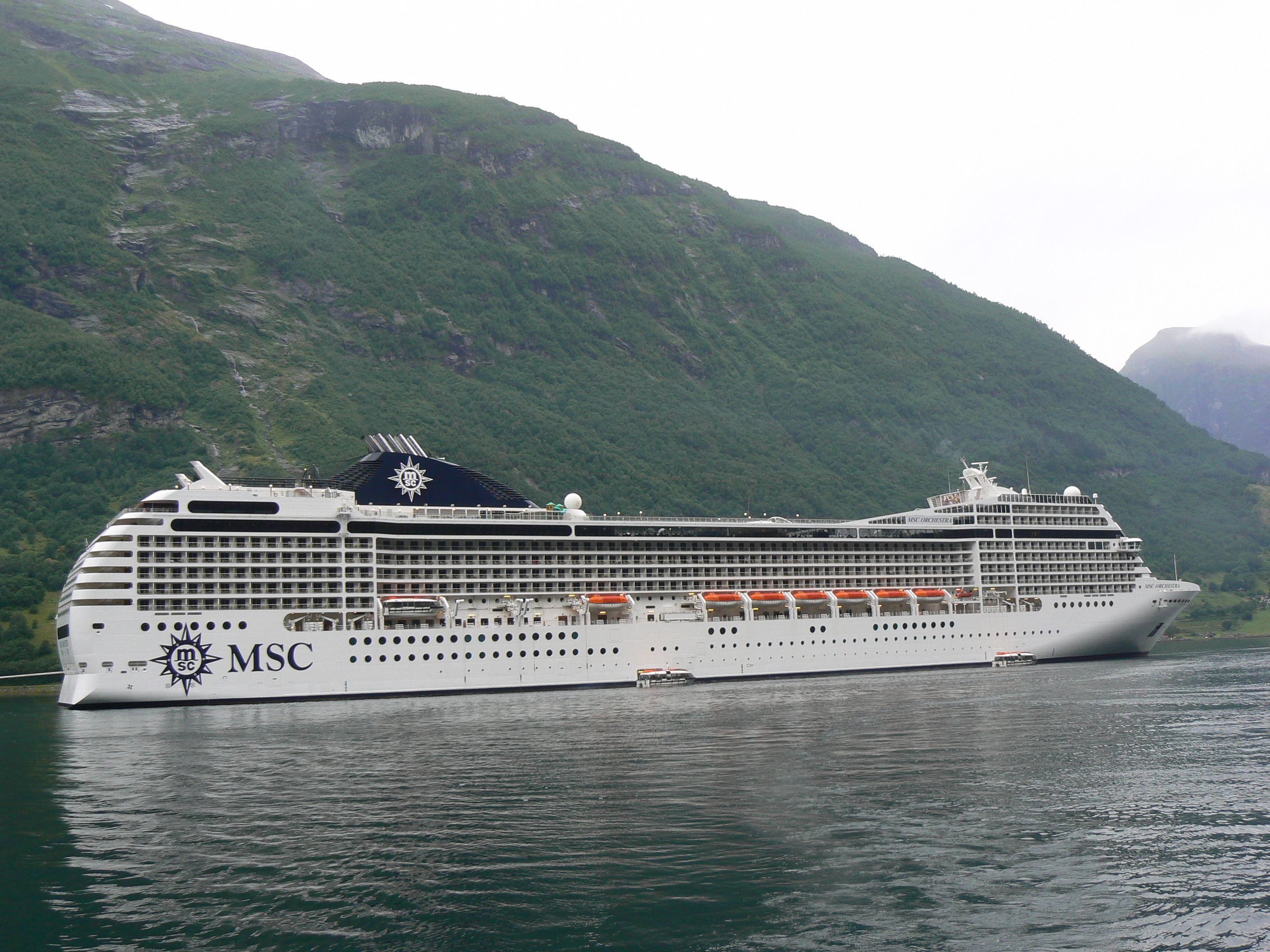
Das Schwesterschiff MSC Orchestra im Geirangerfjord, 2010